# پل بلوم (روان‌شناس)
پل بلوم (زادهٔ ۲۴ دسامبرِ ۱۹۶۳) روان‌شناس کانادایی آمریکایی است. او استاد بازنشسته روان‌شناسی و علوم شناختی در دانشگاه ییل و استاد روان‌شناسی دانشگاه تورنتو است. تحقیقات او به بررسی چگونگی درک کودکان و بزرگسالان از دنیای فیزیکی و اجتماعی با تمرکز ویژه بر زبان، اخلاق، مذهب، داستان و هنر می‌پردازد.

## جوانی و تحصیلات
بلوم در خانواده‌ای یهودی در مونترال کبک زاده شد. در مقطع لیسانس به دانشگاه مک گیل رفت و در سال ۱۹۸۵ لیسانس هنر را در رشته روان‌شناسی (با درجه یک درجه ممتاز) گرفت. او تحصیلات تکمیلی خود را در مؤسسه فناوری ماساچوست گذراند و در سال ۱۹۹۰ دکترای روان‌شناسی شناختی را زیر نظر سوزان کری دریافت کرد.
او به عنوان خردگرا و خداناباور که خود را ملحد می‌داند، همه مفاهیم ارواح، خدایان و زندگی پس از مرگ را رد می‌کند.

## حرفه
او از سال ۱۹۹۹تا ۱۹۹۰ به تدریس روان‌شناسی و علوم شناختی در دانشگاه آریزونا پرداخت. از سال ۱۹۹۹، او استاد روان‌شناسی و علوم شناختی در دانشگاه ییل است. از سال ۲۰۰۳، بلوم به عنوان سردبیر مشترک مجله علمی رفتار و علوم مغز خدمت کرده است.
او در سال ۲۰۲۱ به بخش روان‌شناسی دانشگاه تورنتو پیوست.

## افتخارات و جوایز
بلوم استاد مدعو هریس در مرکز هریس برای مطالعات رشد در دانشگاه شیکاگو (۲۰۰۲) است. دوره سخنرانی نایمگن در موسسه ماکس پلانک در دانشگاه رادبود (۲۰۰۶)؛ دوره سخنرانی تمپلتون در دانشگاه جانز هاپکینز (۲۰۰۸–۲۰۰۷).
در سال ۲۰۰۲، انجمن فلسفه و روان‌شناسی به بلوم جایزه استانتون را به دلیل مشارکت برجسته در مراحل اولیه شغلی در تحقیقات بین رشته‌ای در فلسفه و روان‌شناسی اعطا کرد، و در ۲۰۰۶–۲۰۰۵، او به عنوان رئیس انجمن خدمت کرد. در سال ۲۰۰۶، او به دلیل قدردانی از «کمک‌های برجسته پایدار او در علم روان‌شناسی» به عضویت انجمن روان‌شناسی آمریکا درآمد.
در سال ۲۰۰۴، او جایزه لکس هیکسون را برای آموزش عالی در علوم اجتماعی در دانشگاه ییل دریافت کرد. در سال ۲۰۰۷، کلاس مقدمه ای بر روان‌شناسی او به عنوان یک دوره برجسته ییل انتخاب شد تا از طریق ابتکار دوره‌های ییل در سراسر جهان در دسترس قرار گیرد.
در سال ۲۰۱۷، او جایزه تحقیقاتی ۱ میلیون دلاری کلاوس جی. جاکوبز را برای تحقیقاتش در مورد چگونگی رشد حس اخلاقی در کودکان دریافت کرد.